# Nicolae Rotaru
Nicolae Rotaru (16 de julio de 1935 – 2009) fue un tirador deportivo rumano. Compitió en rifle con cañón pequeño, en las modalidades de prono y tres posiciones, en los Juegos Olímpicos de 1960, 1964, 1968, 1972 y 1976, y ganó una medalla de bronce en 1972 en la prueba de prono. En 1980 emigró a Estados Unidos.

## Vida deportiva
En su especialidad de tiro deportivo con carabina de 22 mm. figuró durante 20 años en la élite del tiro deportivo y fue miembro de los clubes Metalul, Dinamo y Steaua de Bucarest, donde ganó más de 150 títulos nacionales. Participó en seis ediciones de los Juegos Olímpicos, en Roma, Tokio, México, Múnich y Montreal registrando la mejor actuación olímpica en 1972, en Múnich, donde subió al tercer escalón del podio. Recibió el título de Maestro Emérito de Deportes.